# ATP World Tour Finals 2013
Die ATP World Tour Finals 2013 fanden vom 4. bis zum 11. November 2013 wie im Vorjahr in London, in der O2 Arena statt; gespielt wurde in der Halle auf Hartplatz. Neben den vier Grand-Slam-Turnieren sind die ATP World Tour Finals der wichtigste Wettbewerb im Herrenprofitennis; sie finden jeweils am Ende der Saison statt. Das Turnier war Teil der ATP World Tour 2013.
Der Vorjahressieger Novak Đoković konnte seinen Titel souverän verteidigen. In der Gruppenphase gewann er alle drei Spiele und traf im Halbfinale auf den Schweizer Stanislas Wawrinka, der bei seiner ersten Teilnahme überhaupt sogleich das Halbfinale erreichte. Nach einem deutlichen Zwei-Satz-Sieg gegen Wawrinka traf Đoković im Endspiel auf Rafael Nadal. Nadal vermochte jedoch im Finale nicht zu überzeugen und verlor das Spiel deutlich in zwei Sätzen mit 3:6 und 4:6. Somit siegte Đoković bereits zum dritten Mal beim Saisonfinale und schloss damit zu John McEnroe und Boris Becker auf, die ebenfalls dreimal gewinnen konnten. Im Doppel waren Marcel Granollers und Marc López aus Spanien die Titelverteidiger, die im Vorjahresfinale Rohan Bopanna und Mahesh Bhupathi aus Indien besiegten. Sie schafften es erneut unter die besten acht Teams der Saison, schieden jedoch nach zwei Niederlagen und einem Sieg in der Gruppenphase bereits frühzeitig aus. Sieger wurde ein weiteres spanisches Doppel, David Marrero und Fernando Verdasco, das im Finale die Brüder Bob und Mike Bryan besiegte. Für beide war es der erste Sieg bei den ATP World Tour Finals.

## Preisgeld und Punkte
Das Preisgeld betrug 6 Millionen US-Dollar, was zu dem Zeitpunkt in etwa 4,43 Millionen Euro entsprach.
| Runde                    | Einzel     | Doppel 1  | Punkte |
| ------------------------ | ---------- | --------- | ------ |
| Sieg                     | +$910.000  | +$140.000 | +500   |
| Halbfinalsieg            | +$445.000  | +$70.500  | +400   |
| Gruppenphase (3 Siege)   | $568.000   | $152.000  | 600    |
| Gruppenphase (2 Siege)   | $426.000   | $125.000  | 400    |
| Gruppenphase (ein Sieg)  | $284.000   | $98.000   | 200    |
| Gruppenphase (kein Sieg) | $142.000 2 | $71.000 3 | 0      |
| Ersatzspieler            | $80.000    | $27.000   | —      |

## Einzel

### Qualifikation
Es qualifizierten sich die sieben bzw. acht bestplatzierten Spieler der ATP Tour für diesen Wettbewerb. Dazu kamen noch zwei Reservisten. Wenn ein oder zwei Grand-Slam-Turniersieger zwischen Platz 9 und 20 der ATP World Tour abschließen, erhielten sie den achten Startplatz und den ersten Reservisten-Platz.
| ATP-Race im Einzel (Stand: 4. November 2013) | ATP-Race im Einzel (Stand: 4. November 2013) | ATP-Race im Einzel (Stand: 4. November 2013) | ATP-Race im Einzel (Stand: 4. November 2013) | ATP-Race im Einzel (Stand: 4. November 2013) | ATP-Race im Einzel (Stand: 4. November 2013) | ATP-Race im Einzel (Stand: 4. November 2013) |
| #                                            | Spieler                                      | Punkte                                       | Turniere                                     | Qualifikationsdatum                          | Grand-Slam-Siege                             |                                              |
| -------------------------------------------- | -------------------------------------------- | -------------------------------------------- | -------------------------------------------- | -------------------------------------------- | -------------------------------------------- | -------------------------------------------- |
| 1                                            | Rafael Nadal                                 | 12030                                        | 19                                           | 10. Juni 2013                                | 2                                            |                                              |
| 2                                            | Novak Đoković                                | 10610                                        | 17                                           | 18. August 2013                              | 1                                            |                                              |
| 3                                            | David Ferrer                                 | 5800                                         | 24                                           | 7. Oktober 2013                              |                                              |                                              |
| 4                                            | Andy Murray 1                                | 5790                                         | 18                                           | 2. September 2013                            | 1                                            |                                              |
| 5                                            | Juan Martín del Potro                        | 5055                                         | 20                                           | 13. Oktober 2013                             |                                              |                                              |
| 6                                            | Tomáš Berdych                                | 3980                                         | 23                                           | 23. Oktober 2013                             |                                              |                                              |
| 7                                            | Roger Federer                                | 3805                                         | 18                                           | 30. Oktober 2013                             |                                              |                                              |
| 8                                            | Stanislas Wawrinka                           | 3330                                         | 24                                           | 31. Oktober 2013                             |                                              |                                              |
| 9                                            | Richard Gasquet                              | 3300                                         | 24                                           | 31. Oktober 2013                             |                                              |                                              |
| 10                                           | Jo-Wilfried Tsonga                           | 3065                                         | 21                                           |                                              |                                              |                                              |
| 11                                           | Milos Raonic                                 | 2860                                         | 24                                           |                                              |                                              |                                              |
| 12                                           | Tommy Haas                                   | 2435                                         | 26                                           |                                              |                                              |                                              |
| 13                                           | Nicolás Almagro                              | 2290                                         | 24                                           |                                              |                                              |                                              |
| 14                                           | John Isner                                   | 2150                                         | 26                                           |                                              |                                              |                                              |
| 15                                           | Michail Juschny                              | 2145                                         | 26                                           |                                              |                                              |                                              |

### Gruppe A

#### Ergebnisse
| Spieler       | Spieler            | Ergebnis       |
| ------------- | ------------------ | -------------- |
| Rafael Nadal  | David Ferrer       | 6:3, 6:2       |
| Tomáš Berdych | Stanislas Wawrinka | 3:6, 7:60, 3:6 |
| Rafael Nadal  | Stanislas Wawrinka | 7:65, 7:66     |
| David Ferrer  | Tomáš Berdych      | 4:6, 4:6       |
| Rafael Nadal  | Tomáš Berdych      | 6:4, 1:6, 6:3  |
| David Ferrer  | Stanislas Wawrinka | 7:63, 4:6, 1:6 |

#### Tabelle
| Pos. | Setzliste | Spieler            | Matches | Sätze | Spiele |
| ---- | --------- | ------------------ | ------- | ----- | ------ |
| 1    | 1         | Rafael Nadal       | 3:0     | 6:1   | 39:30  |
| 2    | 7         | Stanislas Wawrinka | 2:1     | 4:4   | 48:39  |
| 3    | 5         | Tomáš Berdych      | 1:2     | 4:4   | 38:39  |
| 4    | 3         | David Ferrer       | 0:3     | 1:6   | 25:42  |

### Gruppe B

#### Ergebnisse
| Spieler               | Spieler               | Ergebnis       |
| --------------------- | --------------------- | -------------- |
| Novak Đoković         | Roger Federer         | 6:4, 6:72, 6:2 |
| Juan Martín del Potro | Richard Gasquet       | 6:74, 6:3, 7:5 |
| Novak Đoković         | Juan Martín del Potro | 6:3, 3:6, 6:3  |
| Roger Federer         | Richard Gasquet       | 6:4, 6:3       |
| Novak Đoković         | Richard Gasquet       | 7:65, 4:6, 6:3 |
| Juan Martín del Potro | Roger Federer         | 6:4, 6:72, 5:7 |

#### Tabelle
| Pos. | Setzliste | Spieler               | Matches | Sätze | Spiele |
| ---- | --------- | --------------------- | ------- | ----- | ------ |
| 1    | 2         | Novak Đoković         | 3:0     | 6:3   | 50:40  |
| 2    | 6         | Roger Federer         | 2:1     | 5:3   | 43:42  |
| 3    | 4         | Juan Martín del Potro | 1:2     | 4:5   | 48:48  |
| 4    | 8         | Richard Gasquet       | 0:3     | 2:6   | 37:48  |

### Halbfinale
| Spieler       | Spieler            | Ergebnis |
| ------------- | ------------------ | -------- |
| Rafael Nadal  | Roger Federer      | 7:5, 6:3 |
| Novak Đoković | Stanislas Wawrinka | 6:3, 6:3 |

### Finale
| Spieler      | Spieler       | Ergebnis |
| ------------ | ------------- | -------- |
| Rafael Nadal | Novak Đoković | 3:6, 4:6 |

### Erreichte Preisgelder und Weltranglistenpunkte
(Stand: 10. November 2013)
| Spieler               | Punkte | Antrittsgeld | Erspieltes Preisgeld | Gesamtpreisgeld |
| --------------------- | ------ | ------------ | -------------------- | --------------- |
| Novak Đoković         | 1500   | 142.000 $    | 1.781.000 $          | 1.923.000 $     |
| Rafael Nadal          | 1000   | 142.000 $    | 871.000 $            | 1.013.000 $     |
| Roger Federer         | 400    | 142.000 $    | 284.000 $            | 426.000 $       |
| Stanislas Wawrinka    | 400    | 142.000 $    | 284.000 $            | 426.000 $       |
| Tomáš Berdych         | 200    | 142.000 $    | 142.000 $            | 284.000 $       |
| Juan Martín del Potro | 200    | 142.000 $    | 142.000 $            | 284.000 $       |
| David Ferrer          | 0      | 142.000 $    | 0 $                  | 142.000 $       |
| Richard Gasquet       | 0      | 142.000 $    | 0 $                  | 142.000 $       |

## Doppel

### Qualifikation
Prinzipiell qualifizierten sich die acht bestplatzierten Doppelpaarungen der ATP Tour für diesen Wettbewerb. Qualifiziert wäre allerdings auch ein Team gewesen, das ein Grand-Slam-Turnier gewonnen und sich zum Jahresende einen Platz in den Top 20 der Weltrangliste gesichert hatte.
| ATP-Race im Doppel | ATP-Race im Doppel                     | ATP-Race im Doppel | ATP-Race im Doppel | ATP-Race im Doppel  | ATP-Race im Doppel | ATP-Race im Doppel |
| #                  | Paarung                                | Punkte             | Turniere           | Qualifikationsdatum | Grand-Slam-Siege   |                    |
| ------------------ | -------------------------------------- | ------------------ | ------------------ | ------------------- | ------------------ | ------------------ |
| 1                  | Bob Bryan Mike Bryan                   | 14355              | 21                 | 10. Juni 2013       | 3                  |                    |
| 2                  | Alexander Peya Bruno Soares            | 7285               | 23                 | 9. September 2013   |                    |                    |
| 3                  | Ivan Dodig Marcelo Melo                | 4135               | 18                 | 21. Oktober 2013    |                    |                    |
| 4                  | Marcel Granollers Marc López           | 3800               | 23                 | 21. Oktober 2013    |                    |                    |
| 5                  | Aisam-ul-Haq Qureshi Jean-Julien Rojer | 3395               | 27                 | 31. Oktober 2013    |                    |                    |
| 6                  | David Marrero Fernando Verdasco        | 3370               | 20                 | 31. Oktober 2013    |                    |                    |
| 7                  | Leander Paes Radek Štěpánek            | 2990               | 7                  | 9. September 2013   | 1                  |                    |
| 8                  | Mariusz Fyrstenberg Marcin Matkowski   | 2955               | 22                 | 2. November 2013    |                    |                    |
| 9                  | Maks Mirny Horia Tecău                 | 2875               | 21                 |                     |                    |                    |
| 10                 | Jamie Murray John Peers                | 2490               | 25                 |                     |                    |                    |
| 11                 | Santiago González Scott Lipsky         | 2390               | 28                 |                     |                    |                    |
| 12                 | Treat Huey Dominic Inglot              | 2375               | 21                 |                     |                    |                    |
| 13                 | Julien Benneteau Nenad Zimonjić        | 2355               | 15                 |                     |                    |                    |
| 14                 | Rohan Bopanna Édouard Roger-Vasselin   | 2120               | 8                  |                     |                    |                    |
| 15                 | Michaël Llodra Nicolas Mahut           | 1695               | 8                  |                     |                    |                    |

### Gruppe A

#### Ergebnisse
| Spieler                              | Spieler                                | Ergebnis           |
| ------------------------------------ | -------------------------------------- | ------------------ |
| Mariusz Fyrstenberg Marcin Matkowski | Aisam-ul-Haq Qureshi Jean-Julien Rojer | 6:3, 7:68          |
| Bob Bryan Mike Bryan                 | Ivan Dodig Marcelo Melo                | 6:3, 3:6, [8:10]   |
| Ivan Dodig Marcelo Melo              | Mariusz Fyrstenberg Marcin Matkowski   | 6:3, 3:6, [10:2]   |
| Bob Bryan Mike Bryan                 | Aisam-ul-Haq Qureshi Jean-Julien Rojer | 7:63, 1:6, [14:12] |
| Bob Bryan Mike Bryan                 | Mariusz Fyrstenberg Marcin Matkowski   | 4:6, 6:3, [10:5]   |
| Ivan Dodig Marcelo Melo              | Aisam-ul-Haq Qureshi Jean-Julien Rojer | 7:5, 3:6, [11:9]   |

#### Tabelle
| Pos. | Setzliste | Spieler                                | Matches | Sätze | Spiele |
| ---- | --------- | -------------------------------------- | ------- | ----- | ------ |
| 1    | 3         | Ivan Dodig Marcelo Melo                | 3:0     | 6:3   | 31:29  |
| 2    | 1         | Bob Bryan Mike Bryan                   | 2:1     | 5:4   | 29:31  |
| 3    | 8         | Mariusz Fyrstenberg Marcin Matkowski   | 1:2     | 4:4   | 31:30  |
| 4    | 5         | Aisam-ul-Haq Qureshi Jean-Julien Rojer | 0:3     | 2:6   | 32:33  |

### Gruppe B

#### Ergebnisse
| Spieler                         | Spieler                         | Ergebnis          |
| ------------------------------- | ------------------------------- | ----------------- |
| Marcel Granollers Marc López    | David Marrero Fernando Verdasco | 1:6, 4:6          |
| Alexander Peya Bruno Soares     | Leander Paes Radek Štěpánek     | 3:6, 7:5, [8:10]  |
| David Marrero Fernando Verdasco | Leander Paes Radek Štěpánek     | 6:4, 7:65         |
| Alexander Peya Bruno Soares     | Marcel Granollers Marc López    | 3:6, 6:4, [10:5]  |
| Marcel Granollers Marc López    | Leander Paes Radek Štěpánek     | 4:6, 7:65, [10:8] |
| Alexander Peya Bruno Soares     | David Marrero Fernando Verdasco | 6:3, 7:5          |

#### Tabelle
| Pos. | Setzliste | Spieler                         | Matches | Sätze | Spiele |
| ---- | --------- | ------------------------------- | ------- | ----- | ------ |
| 1    | 2         | Alexander Peya Bruno Soares     | 2:1     | 5:3   | 33:30  |
| 2    | 6         | David Marrero Fernando Verdasco | 2:1     | 4:2   | 33:28  |
| 3    | 7         | Leander Paes Radek Štěpánek     | 1:2     | 3:5   | 34:35  |
| 4    | 4         | Marcel Granollers Marc López    | 1:2     | 3:5   | 27:34  |

### Halbfinale
| Spieler                     | Spieler                         | Ergebnis         |
| --------------------------- | ------------------------------- | ---------------- |
| Ivan Dodig Marcelo Melo     | David Marrero Fernando Verdasco | 6:710, 5:7       |
| Alexander Peya Bruno Soares | Bob Bryan Mike Bryan            | 4:6, 6:4, [8:10] |

### Finale
| Spieler                         | Spieler              | Ergebnis          |
| ------------------------------- | -------------------- | ----------------- |
| David Marrero Fernando Verdasco | Bob Bryan Mike Bryan | 7:5, 6:73, [10:7] |

### Erreichte Preisgelder und Weltranglistenpunkte
(Stand: 10. November 2013)
| Spieler                                | Punkte | Antrittsgeld | Erspieltes Preisgeld | Gesamtpreisgeld |
| -------------------------------------- | ------ | ------------ | -------------------- | --------------- |
| David Marrero Fernando Verdasco        | 1300   | 71.000 $     | 264.500 $            | 335.500 $       |
| Bob Bryan Mike Bryan                   | 800    | 71.000 $     | 124.500 $            | 195.500 $       |
| Ivan Dodig Marcelo Melo                | 600    | 71.000 $     | 81.000 $             | 152.000 $       |
| Alexander Peya Bruno Soares            | 400    | 71.000 $     | 54.000 $             | 125.000 $       |
| Mariusz Fyrstenberg Marcin Matkowski   | 200    | 71.000 $     | 27.000 $             | 98.000 $        |
| Marcel Granollers Marc López           | 200    | 71.000 $     | 27.000 $             | 98.000 $        |
| Leander Paes Radek Štěpánek            | 200    | 71.000 $     | 27.000 $             | 98.000 $        |
| Aisam-ul-Haq Qureshi Jean-Julien Rojer | 0      | 71.000 $     | 0 $                  | 71.000 $        |